# 전북특별자치도장수교육지원청
전북특별자치도장수교육지원청(全北特別自治道長水敎育支援廳, Jangsu Office of Education)은 전북특별자치도 장수군을 관할하는 전북특별자치도교육청 산하의 교육지원청이다.
교육장은 장학관으로 보한다.

## 산하 기관

### 초등학교
| - 계남초등학교 - 계북초등학교 - 번암초등학교 - 동화분교 - 산서초등학교 | - 수남초등학교 - 장계초등학교 - 장수초등학교 - 천천초등학교 |

### 중학교
| - 계남중학교 - 계북중학교 - 번암중학교 - 산서중학교 | - 장계중학교 - 장수중학교 - 천천중학교 |